# Ауссем Володимир Християнович
Ауссе́м Володи́мир Христия́нович (14 липня 1879, місто Орел— загинув 1937) — народний секретар фінансів УНР Рад (1918), повпред, радник повпредства СРСР у Берліні й Відні (1921–1925), голова Всеукраїнської Ради Народного Господарства (1925—1926). Член ЦК КП(б)У в 1925—1927 роках.

## Біографія
Народився в дворянській родині. Виховувався в кадетському корпусі, навчався в Харківському технологічному інституті, потім — у політехнікумі в Німеччині, земля Брауншвейг. У революційному русі з 1901 року, після II з'їзду РСДРП — член меншовицької фракції партії. Учасник Першої світової війни.

### 1917 рік
Після Лютневої революції — член Київської ради солдатських депутатів з більшовицькими поглядами. Від липня 1917 року — у керівному складі Полтавської організації РСДРП(б). Від грудня 1917 року — член Головного комітету УСДП, член Народного Секретаріату радянської УНР, секретар фінансів.

### 1918 рік
У лютні 1918 року під час наступу військ Української Центральної Ради та її союзників вийшов зі складу уряду, перебував на фронті, де керував загонами більшовицької Червоної гвардії. Делегат I з'їзду КП(б)У. З літа 1918 року перебував у «нейтральній смузі», а в липні 1918 року обраний до ВЦВРК. 22 вересня 1918 року призначений командувачем 2-ї повстанської дивізії, з грудня 1918 року одночасно — начальник штабу РВР Української радянської армії.

### 1919 рік

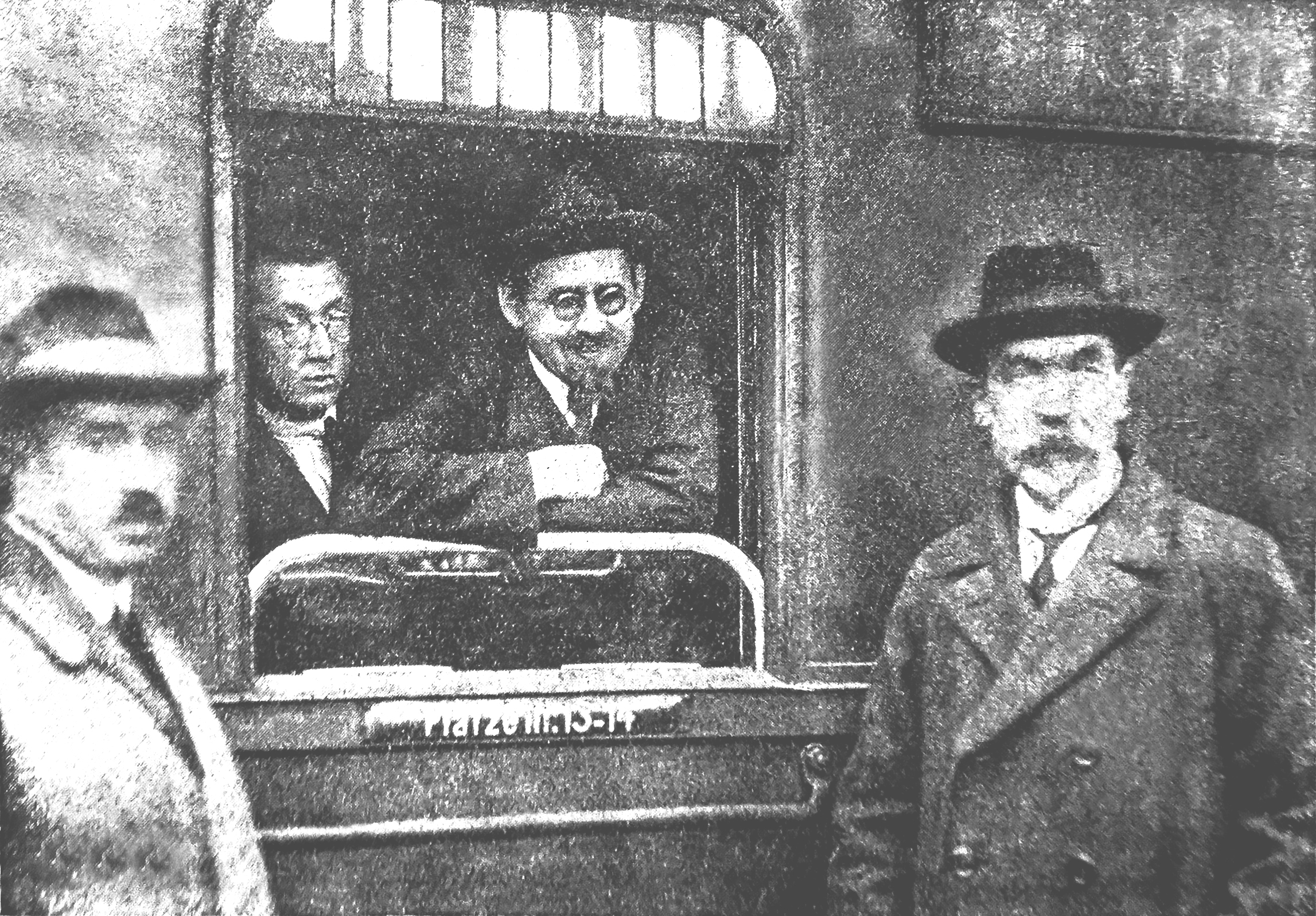
По центру Микола Крестинський, посол СРСР у Німеччині, справа Володимир Ауссем майбутній повноважний представник СРСР в Австрії 1924

В січні 1919 року Ауссем призначається командувачем групи військ харківського напрямку. Після ліквідації Української радянської армії в червні отримав призначення на посаду члена РВР 8-ї армії РККА, яку обіймав до жовтня 1919 року.
У 1920–1921 роках працював у Вищій раді народного господарства (ВРНГ), де займався хімічною промисловістю, 
У 1921–1924 роках — на дипломатичній роботі: з 1921 по 16 липня 1923 року — повноважний представник Української СРР у Німеччині, з 16 липня 1923 по 1924 рік — радник Повноважного представництва СРСР у Німеччині, з 21 травня по 10 грудня 1924 року — повноважний представник СРСР в Австрійській Республіці.
З 24 жовтня 1925 по листопад 1926 року — голова Вищої ради народного господарства (ВРНГ) УСРР.
У 1926–1927 роках — торговий представник СРСР у Туреччині.
У 1927 році був виключений із ВКП(б) як «активний троцькіст». 16 травня 1929 року був заарештований у Армавірі й засуджений на 3 роки заслання, яке до 1932 року відбував у Казахстані, після звільнення проживав в Орлі, завідував хімічним відділенням Санітарно-бактеріологічного інституту.
20 січня 1933 року знову заарештований і постановою Колегії ОГПУ від 4 лютого 1933 висланий на 3 роки в Астрахань. Точних відомостей про подальшу долю немає. За деякими даними, загинув після звільнення 19 лютого 1936 року або розстріляний (пропав безвісти в тайзі) у 1937 року.
Посмертно реабілітований у 1989 році.

## Родина
Син Ауссема, Володимир, був командиром РСЧА, займав посаду заступника начальника штаба Харківського військового округу, розстріляний у 1937 році.
Дружина Ауссема, Ерна Бернгардовна, була заслана в 1933 році, про її подальшу долю нічого не відомо.

## Пам'ять
2015 року після прийняття Закону України «Про засудження комуністичного та націонал-соціалістичного (нацистського) тоталітарних режимів в Україні та заборону пропаганди їхньої символіки» прізвище Ауссема Українським інститутом національної пам'яті було включено до списку осіб, чия діяльність підпадає під дію законів про декомунізацію.